# آنتورپ (اوهایو)
آنتورپ (به انگلیسی: Antwerp) یک منطقهٔ مسکونی در ایالات متحده آمریکا است که در شهرستان پولدینگ، اوهایو واقع شده‌است. آنتورپ ۳٫۴۵ کیلومتر مربع مساحت و ۱٬۶۷۶ نفر جمعیت دارد و ۲۲۲ متر بالاتر از سطح دریا واقع شده‌است.